# Federico Caricasulo
Federico Caricasulo, född 6 april 1996 i Ravenna, är en italiensk motorcykelförare verksam i grenen roadracing. Han kör sedan 2016 i världsmästerskapet i Supersport.

## Tävlingskarriär
Caricasulo började tävla i minimoto vid nio års ålder. Från säsongen 2007 tävlade han i italienska mästerskap i olika klasser. Han blev italiensk mästare i Supersport 2014 och tävlade samma år European Superstock 600 och kom på femte plats. Året därpå kom han på tredje plats. Han gjorde även inhopp i Moto2-klassen världsmästerskapen i Grand Prix Roadracing 2014 och 2015.
Caricasulo fick sedan kontrakt att köra hela säsongen Supersport-VM 2016 på en Honda. Han kom på andra plats i debuttävlingen på Phillip Island Circuit och kom till slut på nionde plats i VM. Säsongen 2017 fick Caricasulo kontrakt att köra för Yamahas fabriksteam i Supersport. Han tog sin första seger i klassen genom att vinna Thailands deltävling.